# Цакні Микола Петрович
Цакні Микола Петрович (1851, Балаклава, Таврійська губернія, Російська імперія — 21 липня 1904, Одеса, Херсонська губернія)— діяч революційного руху 19 ст., член московського гуртка «чайковців», народоволець. Літератор, видавець та редактор «Південного Огляду». Дворянин Таврійської губернії.

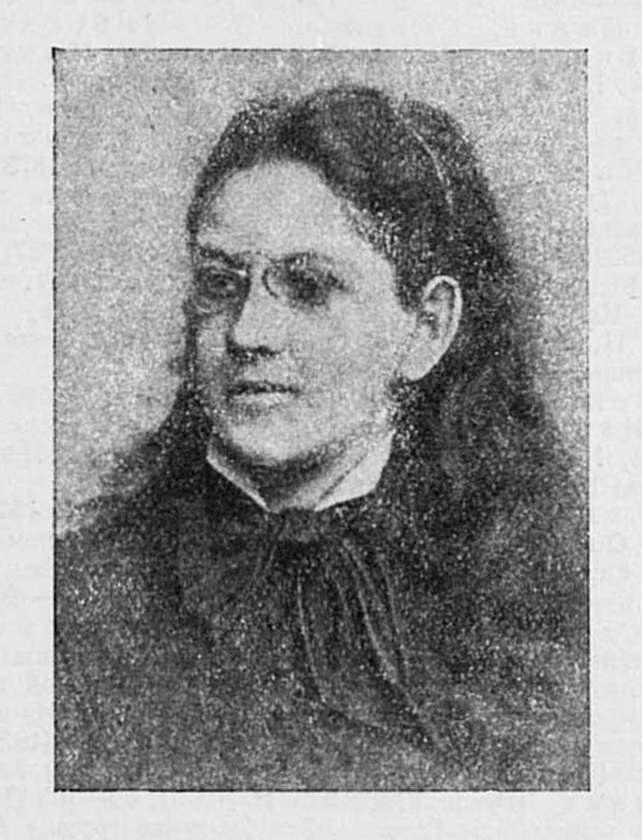
Зінаїда Львова, дружина й соратниця

## Життєпис
Походив з роду греків, що емігрували до Криму. Дід його, Аргірій Євстафійович Цакні, мав трьох синів: Костянтина, Михайла та Петра. Його батько, Петро Аргирійович Цакні, обіймав посаду губернського секретаря. Його дядько Михайло,— генерал-майор від 21.09.1861 і генерал-лейтенант від 30.08.1869 року,— також був отаманом Кубанського козацького війська (1869—1873).
Микола Цакні закінчив Сімферопольську гімназію.
Навчався в Імператорському Харківському університеті.
У 1871—1872 роках — студент Петровської землеробської і лісової академії у Москві.
Восени 1872 року перейшов до Імператорського Московського університету, жив разом із керівником московської групи «чайковців» Самуїлом Клячко.
Десь під цей час одружується із Зінаїдою Кеселівною Львовою, сестрою народовольців Наума та Соломона, з якою був знайомий ще з часів навчання у гімназії.
У листопаді був заарештований разом з С. Клячко, утримувався у в'язниці до 5 квітня 1873 року. За «височайшим повелінням» від 28 серпня 1873 року призначене заслання його за межі Москви до Вологодської губернії. Заслання було відкладене через розгляд нової справи, за якою був заарештований у грудні 1874 у Москві, переведений до Санкт-Петербурга, де утримувався у Будинку попереднього ув'язнення. Притягнутий до відповідальності у справі про пропаганду в Імперії, внаслідок виявлених зв'язків із Сергієм Кравчинським та Дмитром Клеменцом. Була встановлена його причетність до «справи долгушенців». 1 жовтня 1876 року прийнято рішення про його заслання під гласний нагляд до Архангельської губернії. Був засланий до Мезені. Туди ж у вересні 1877 року приїхала його дружина Зінаїда.
5 вересня 1878 року зник із Мезені і таємно прибув до Архангельська, звідки на англійському пароплаві відправився до Лондона, а потім, на початку жовтня, до Парижа. Наприкінці 1878 року до нього приїхала дружина.
1879 року народилася дочка Ганна.
Є відомості про його перебування 1880 року в Америці. Серія його нарисів про США друкувалася у часописі «Слово».
На еміграції співпрацював у закордонних російськомовних та виданнях Російської імперії: «Страна», «Русскія Вѣдомости», «Санктъ-Петербургскія Вѣдомости», «Неделя», «Русскій Курьеръ» та у журналах «Дѣло», «Слово», «Русская Мысль», «Русское Богатство», «Заря». Співпрацював також з народовольчими виданнями: "Вѣстникъ «Народной Воли» ", «Календарь „Народой Воли“, а також з „Вольным Словом“.
1881 року Іван Тургєнєв надсилав йому через Петра Лаврова американські видання із Парижа. Наприкінці 1882 року І. Тургєнєв доручив йому переклад російською частини романа Гі де Мопассана „Життя“ для „Вісника Європи“, та, внаслідок не досить гарного володіння Миколи Цакні російською, „переклад виявився непридатним“.
1884 року народився син Павло. Дружина померла під час пологів. Через якийсь час він у Парижі одружується вдруге (1886?) з Оленою. (Елеонорою-?) Павлівною Іракліді.
У другій половині 1880-х років облишив революційну діяльність.
У травні 1887 року звернувся до міністерства внутрішніх справ з проханням про дозвіл повернутися до Російської імперії та оселитися в Херсонскій губернії у маєтку тестя Іракліді Павла Павловича в с. Афанасіївка (Озерище), де його дружина також мала 145 десятин землі. За „височайшим повелінням“ від 15 липня 1887 року отримав дозвіл на повернення до Херсонської губернії з підданням його протягом 2-х років гласному нагляду поліції. Повернувся до України в серпні того ж року.
У квітні 1888 року через хворобу отримав дозвіл на проживання у Херсоні, опісля — в Одесі. У листопаді 1888 року порушив клопотання про звільнення з-під гласого нагляду і був від нього звільнений 9 березня 1889 року з залишенням негласного, що був припинений за циркуляром Департаменту поліції від 11 грудня 1892 року. Від січня 1900 року вже мав право на проживання по всій території імперії.
Обіймав посаду завідувача редакцією „Одеські Новини“. В цей час у газеті друкувалися статті Корнія Чуковського.
Придбав газету „Південний огляд“ (рос. «Южное Обозрение») у К. Н. Новосельського у січні 1898 року за три тисячі рублів 1900 року затверджений редактором газети.
1898 року приймав у себе Івана Буніна, який згодом одружився з його дочкою Ганною. У той самий час познайомився з Олександром Купріним
1904 року обраний членом Одеської міської управи.
Помер в Одесі 21 липня 1904 року, похований на Першому Християнському цвинтарі.

## Революційна діяльність
Під час навчання у Москві в Петровській академії брав участь в організації гуртків самоосвіти та у студентських сходках, був завідувачем таємної студентської бібліотеки.
Увійшов до московської групи „чайковців“, що формувалася у цей час із студентів університету та Петровської академії. До групи входили С. Л. Клячко, О. І. Іванчін-Пісарєв, М. Щербаков, І. Петровський, Д. Глаголєв, И. Головин, М. Грінштейн, Л. Рагозін, П. Алексєєв, Л. Шеффер, Г. Філіппович, М. Малигін, В. Кузьмін, Л. Здановський, В. Гольдштейн и А. Ельсніц та ін. В першій половині 1872 року навколо С. Клячко склалось ядро московскої групи „чайковців“ у складі М. Цакні, В. І. Князева та І. К. Львова.
Від початку 1872 року вже потрапив до списку осіб, що підлягали нагляду з боку корпусу жандармів. У травні 1872 року заарештований після обшуку, під час якого виявлена переписка „злочинного змісту“, але скоро звільнений. Влітку 1872 року в Єкатеринбурзі разом із І. П. Стенюшкіним та Г. Чоботарьовим провадив пропаганду серед молоді.
Восени 1872 року перейшов до Московського університету, жив разом із С. Клячко. Мав намір разом з І. Львовим організувати в Одесі, Харкові та Сімферополі книжкові магазини та бібліотеки, тобто відділення „чайковців“. Під час обшуку у листопаді 1872 року виявлені заборонені книги і переписка з І. Львовим. Був заарештований. Під час слідства виявилась його участь в організації білошвейної майстерні А. Мельгунової та у таємному юридичному товаристві, що ним керував Ф. Плєвако.
Брав участь в організації „ходіння в народ“.
У 1880—1882 роках Петро Лавров, разом із Георгієм Плєхановим, І. Павловським, М. Цакні та ін. започаткував видання популярно-наукових брошур серії „Русской Социально-Революционной Библиотеки“. 1881 року М. Цакні був неодноразово присутній на закритих зібраннях російських емігрантів у Парижі, на яких розглядалися питання задач соціалістичної партії в Росії, роль російської еміграції у тогочасному революційному русі, організація російської соціалістичної партії. У цих зібраннях брали участь Г. Плєханов, Ашкеназі, Бронєвський, Гурєвич, Зелинський, Лавров, Ліон, Львов, Міллер, Павловський, Соколов, Черкезов, Чепурін, Черепахін, Шполянський.
Сприяв виданню творів Сергія Степняка-Кравчинського.

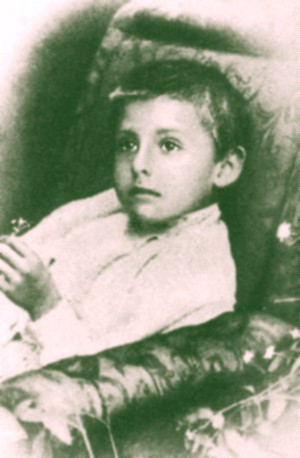
Онук Микола, син Ганни Цакні та Івана Буніна

## Родина

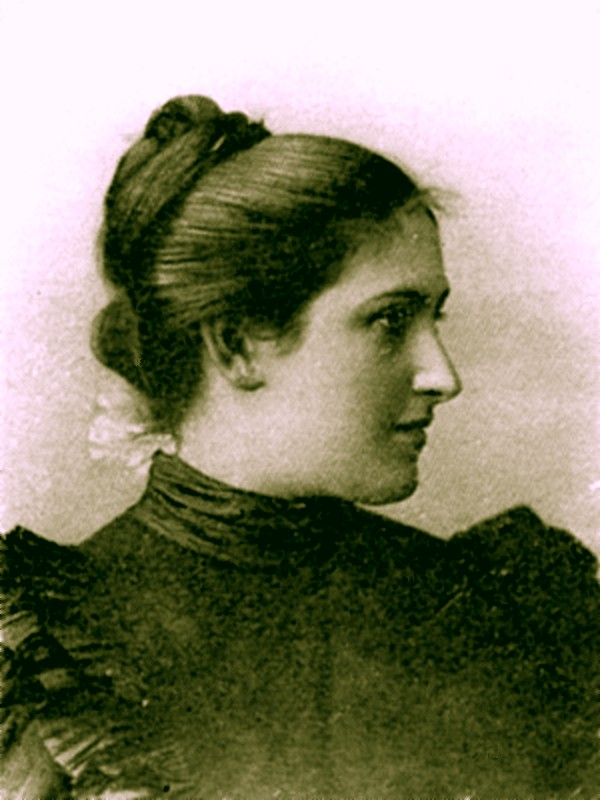
Дочка Ганна

Перша дружина, Зінаїда Кеселівна Львова (1850(1852?)—1884), дочка кременчуцького (а, можливо, сімферопольського) купця-єврея, померла 1884 року під час пологів у Парижі. Співпрацювала із московським гуртком „чайковців“.
Друга дружина, з якою він одружився у Парижі, Олена Павлівна Іракліді (), мала медичну освіту, навчалась співу у Санкт-Петербурзькій консерваторії Імператорського Російського музичного товариства(09.10.1873—09.1877), а також у Поліни Віардо в Парижі, акомпанувала відомому скрипалеві й композиторові Генріку Венявському.
Діти:
- Дочка від першої дружини Ганна (1879—1963), у першому шлюбі (від 1898 року) дружина Івана Буніна. 20.8.1900 року народила сина Буніна Миколу Іоановича, який помер у віці 4,5 років 15.1.1905 року[19]. Офіційно розлучена з І. Буніним лише 1922 року, коли той жив у Парижі. Вдруге вийшла заміж за Олександра Михайловича Де Рібаса.

- Син Павло (1884—?) від першої дружини.
- Син Борис (?—?) від другої дружини, загинув при нещасному випадку на морі.

## Праці
- N. Tsakni, La Russie sectaire (sectes religieuses), Paris, Plon, 1888.— 279 p.